# Fred Mascherino
Frederick Paul Mascherino (Filadelfia, 27 luglio 1975) è un chitarrista statunitense.

## Biografia
Mascherino diplomato presso il Bishop Shanahan High School  nella sua Coatesville. Dal 1992 al 1999, appartenne ad una band chiamata Brody. In questo gruppo era il cantante e chitarrista, pubblicato un EP, un album con la Records Harvcore condivisa e varie compilation con altre band. È sposato con Elena Mascherino, la cui voce si può sentire in sottofondo in "I'll Let You Live", la canzone di chiusura di Taking Back Sunday dell'album Louder Now. Fred ha tre figli: un figlio di nome Scout e due figlie, Lily e Evie Jane. Ha nominato due delle sue chitarre Scout e Lily.
Nel 2000, la band si sciolse e Mascherino occupò lo stesso ruolo nei Breaking Pangea, una band emo/indie rock di Filadelfia. Durante i tre anni trascorsi con la band in questa città, Mascherino insegnò chitarra presso il Music Zatzman a Filadelfia, nel West Chester Music, e conseguì anche una laurea in musica jazz presso la Temple University, sempre nella stessa città. Con loro ha inciso due EP e un album.
Nel 2003, entrò nei Taking Back Sunday a coprire la dipartita di John Nolan. Con loro hanno inciso due album fino ad oggi, Where You Want to Be e Louder Now. Essi hanno anche un progetto acustico rock chiamato The Color Fred.
Ai primi di ottobre 2007, Fred ha annunciato che avrebbe lasciato i TBS per dedicarsi alla sua band, The Color Fred.